# República Unida
La República Unida de Naciones es un país del mundo fantástico de la serie de dibujos animados Avatar La Leyenda de Korra. República Unida fue fundada con posterioridad a la Guerra de los Cien Años como resultado del fracaso del Movimiento para la Restauración de la Armonía del mundo. Sus principales fundadores fueron el Avatar Aang y el Señor del Fuego Zuko. En memoria de ambos, existen sendas estatuas en Ciudad República, la capital de la República Unida.

## Economía
La moneda de la República Unida es el Yuan. Con posterioridad a su fundación, y gracias a la inmigración de personas altamente calificadas de las cuatro naciones preexistentes del mundo avatar, la República Unida rápidamente superó a la Nación del Fuego como el país más industrializado.

## Tecnología
La República Unida también superó tecnológicamente a la Nación del Fuego. Algunos de los principales avances tecnológicos aparecidos en la República Unida son:
- Automóviles: Sirven para el transporte de pasajeros y carga.
- Radio: Sirve para la trasmisión de noticias (en especial los partidos de pro-control), anuncios publicitarios y discursos políticos.
- Naves aéreas: Sirven fundamentalmente para el transporte rápido de los policías maestros metal a través de los barrios de Ciudad República.

## Alimentación
Las comidas de la República Unida son resultado de la mezcla de los alimentos tradicionales de las cuatro naciones del mundo avatar. Un ejemplo de esta mezcla es la escena en la que Bolin y el Avatar Korra comen juntos en un restaurante fideos típicos de la Tribu Agua.

## Ejército
El ejército permanente de la República Unida está constituido por las Fuerzas Unidas, que según se aprecia en los capítulos finales de la primera temporada de la serie, tienen carácter mayormente naval. Las Fuerzas Unidas se encuentran bajo el mando del General Iroh, y están formadas por al menos dos divisiones transportadas por mar.

## Deporte Nacional
El deporte más practicado y seguido en la República Unida es el pro-control. Consiste en un enfrentamiento entre dos equipos formados por tres maestros (de agua, tierra y fuego) usando sus habilidades respectivas para hacer retroceder a los miembros del equipo rival hacia zonas cada vez más reducidas de la plataforma de juego. La caída de los tres miembros de un equipo de la plataforma de juego hacia una piscina de agua que la rodea constituye un knock-out a favor del equipo rival.
- Datos: Q6106046